# Устюжский кремль
Устюжский кремль — историческая укреплённая часть Великого Устюга. На протяжении истории в Великом Устюге существовали две крепости, поочерёдно игравшие роль кремля.

## Соборное дворище
Первоначальный детинец находился на месте Соборного дворища, на котором расположен центральный соборный комплекс города. Именно здесь, в излучине Сухоны, в середине XII века возникло поселение Чёрный Прилук, являвшееся, по-видимому, форпостом соседнего Гледена. Оно было обнесено деревянной крепостной стеной, впервые упомянутой в летописи под 1212 годом в связи с основанием поблизости Михайло-Архангельского монастыря. Укрепления Устюга состояли из земляного вала и острога. Помимо храмов, административных и общественных построек, на территории устюжского кремля находились владения ростовских митрополитов («старый владычен двор»), а также княжеская резиденция, в которую нередко приезжал ростовский князь Константин Борисович. Крепость по форме была близка к полукругу. Основу её планировки образовали две улицы, из которых одна пролегла параллельно берегу реки, а вторая перпендикулярная ей, связала Соборное дворище с Михайло-Архангельским монастырём. На сегодня следы детинца полностью утрачены. Большинство церквей, находящихся сегодня на Соборном дворище, относятся в XVII веку, когда старые деревянные храмы массово перестраивали в камне. Это соборы Успенский, Иоанна Устюжского, Прокопия Праведника, Архиерейский дом, церкви Богоявления и Алексия Митрополита.

## Урочище Городище
После разорения Великого Устюга новгородцами в 1398 году, в 1399 году кремль переносится к юго-востоку на возвышенный мыс, именуемый сегодня Городищем. Мыс был образован Сухоной и оврагом, по дну которого протекал ручей, названный позднее Немчиновым. Первоначально на мысу строился Покровский монастырь, однако военная функция вскоре возобладала над религиозной и монастырь был построен как крепость. Вокруг него были возведены земляные валы, которые хорошо сохранились до наших дней. С северной стороны, где подступы к монастырю не были защищены природными условиями, устюжане вырыли искусственный ров, земля из которого могла быть использована при устройстве валов. Так новая крепость была превращена в неприступный остров, со всех сторон окружённый водой и связанный с соседней торговой площадью подъёмным деревянным мостом. В новом кремле были размещены «осадные» дворы и амбары, склады оружия и «зелья» (пороха).
В 1438 году, после разрушения Гледена, население которого в значительной части переселилось в Великий Устюг, к кремлю по повелению Василия II с запада был пристроен «Большой Новый острог», охвативший и место первоначального детинца, продолжавшее играть роль религиозного центра. Поскольку Великий Устюг являлся важным северным форпостом Великого княжества Московского против Новгородской республики, Вятской земли и Казанского ханства, великие князья московские в течение XV века уделяли большое внимание поддержанию и усовершенствованию его укреплений. В 1446 году они выдержали осаду со стороны крупного казанского войска. В XVI веке укрепления обновлялись дважды — в 1537 и 1582 годах. Это поспособствовало тому, что и в Смутное время Великий Устюг смог отбить приступ польско-литовских интервентов. В 1613 году укрепления на Городище были обновлены в последний раз. К концу XVII века Великий Устюг окончательно утратил своё военное значение. Поэтому обветшавшие к тому времени укрепления Городища, а также Большой Новый острог более не были восстановлены.